# قانون الجنسية التركية
يستند قانون الجنسية التركية في المقام الأول إلى مبدأ حق الدم. الأطفال المولودون لأم تركية أو أب تركي (داخل أو خارج الزواج) هم مواطنون أتراك من الولادة. وتقدم نية التخلي عن الجنسية التركية (أو الحصول على الجنسية من دولة أخرى) في تركيا عن طريق التماس لأعلى مسؤول إداري في مكان إقامة الشخص المعني وعندما يكون في الخارج إلى القنصلية التركية. وترسل الوثائق التي تعالجها هذه السلطات إلى وزارة الداخلية لاتخاذ الإجراءات المناسبة.

## تعريف المواطنة

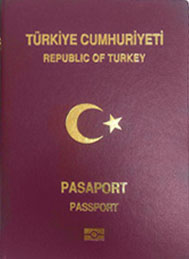
غلاف الجواز السفر التركي

وتعرف المادة 66 من الدستور التركي بالمواطنة:

## التبني
يصبح الطفل الذي يتبناه المواطن التركي تلقائيا مواطنا تركيا إذا كان عمره أقل من 18 سنة في تاريخ تقديم طلب التبني. في بعض الحالات (على الرغم من أنه غير مطلوب) أولئك الذين لديهم أسماء أجنبية ويتقدمون بطلب للحصول على الجنسية التركية تغير أسمائهم إلى أسماء تركية (ولكن ليس بالضرورة مسلم). ومن الأمثلة على الأشخاص الذين فعلوا ذلك لاعبي كرة القدم كولن كاظم ريتشاردز ومحمد أوريليو.

## فقدان الجنسية
ويتولى مكتب الإحصاءات الحيوية السيطرة على التجنيس وفقدان الجنسية التركية وهي وزارة تابعة لوزارة الداخلية.

## البطاقة الزرقاء كشكل من أشكال «حق المواطنة»
فالمواطنون الأتراك السابقون الذين أجبروا على التخلي عن جنسيتهم التركية وعلى سبيل المثال بسبب تجنيسهم في بلد لا يسمح عادة بالجنسية المزدوجة مثل ألمانيا أو النمسا يمكنهم التقدم بطلب للحصول على البطاقة الزرقاء التي تعطيهم بعض حقوق المواطنين مرة أخرى وعلى سبيل المثال الحق في العيش والعمل في تركيا والحق في امتلاك الأرض أو الحق في الإرث وغيرها من الامور الأخرى.

## التجنس
ويجوز للمواطن الأجنبي التقدم بطلب التجنس إذا استوفى جميع الشروط التالية:
- بلغ سن الرشد حسب تعريف قوانين بلده أو قوانين تركيا في حالة الأشخاص عديمي الجنسية.
- يقيم في تركيا لمدة 5 سنوات دون انقطاع قبل تقديم الطلب.
- يعتزم الاستقرار في تركيا واتخذ إجراءات تثبت ذلك.
- خالي من أي مرض يهدد الصحة العامة.
- يكون حسن الخلق.
- لديه القدرة على التحدث باللغة التركية.
- لديه دخل كاف لسبل عيشه في تركيا.
- ولا يشكل تهديدا للأمن القومي والنظام العام.

إن تلبية هذه الشروط لا يمنح الأجنبي الحق المطلق في الجنسية التركية.
يجوز للمواطن الأجنبي الذي تزوج من مواطن تركي لمدة ثلاث سنوات ولا يزال متزوجا من ذلك الشريك أن يطلب التجنيس بموجب شروط مختلفة:
- يقيم مع شريك تركي (استثناءات تمنح إذا توفي شريك تركي بعد تقديم الطلب).
- يتجنب الأعمال التي من شأنها أن تهدد الزواج.
- ولا يشكل تهديدا للأمن القومي والنظام العام.

وبعد التطبيق الناجح يجوز للشريك المجنس أن يحافظ على جنسيته التركية في حالة حل الزواج ما دام الشريكان قد أبرما عقد الزواج بحسن نية.

## المواطنة عن طريق الاستثمار
ومنذ نشر المواد الإضافية على القانون رقم 5901 في 12 يناير 2017 سيتم منح المواطنين الأجانب المستثمرين في تركيا الحق في التقدم بطلب للحصول على الجنسية التركية.
يجوز للمواطن الأجنبي الذي يقدم أحد الاستثمارات التالية أو يستوفي شرطا واحدا أن يطلب الجنسية التركية:
- كان الحد الادني للاستثمار في العقارات بقيمة لا تقل عن 250,000 دولار امريكي ساريا حتى 13 يونيو 2022 ، حيث رفعت الحكومة التركية هذا المبلغ ليصبح 400,000 دولار امريكي، مع الابقاء على شرط عدم بيع العقار لمدة ثلاثة سنوات.[5]
- استثمار في شركة تركية بقيمة لا تقل عن 000 000 2 دولار أمريكي.
- إيداع مبلغ 500,000 دولار أمريكي في بنك تركي لا يسحب لمدة 3 سنوات.
- إجراء استثمار في سندات حكومية بقيمة لا تقل عن 500,000 دولار أمريكي لا يجوز بيعها لمدة 3 سنوات على الأقل.
- توظيف 100 عامل تركي في شركة يملكها المواطن الأجنبي.[6]

إن الوفاء بأحد الشروط المذكورة أعلاه سيكون كافيا لكسب الحق في التقدم بطلب للحصول على الجنسية التركية. وسيتولى الكيان الحكومي القانوني رصد الاستثمار الذي يطالب به وطالبه الأجنبي. وبمجرد تأكيد الاستثمار من قبل الجهة الحكومية ذات الصلة بالاستثمار سيتم منح الجنسية الأجنبية الجنسية التركية.

## الجنسية المزدوجة
ويمكن الحصول على الجنسية المزدوجة (الحيازة المتزامنة لمواطنتين) في تركيا لأنه لا توجد قواعد موحدة للقانون الدولي تتعلق بالحصول على الجنسية. ولكل بلد قوانينه الخاصة فيما يتعلق بالجنسية وتخول جنسيته للأفراد على أساس سياسته الداخلية الخاصة به. وقد يكون للأفراد جنسية مزدوجة عن طريق الاختيار أو عن طريق التشغيل التلقائي لهذه القوانين المختلفة.
وتنص قوانين تركيا على اكتساب الجنسية التركية استنادا إلى النسب الذي ينحدر منها المواليد إلى أحد الوالدين الأتراك في تركيا وكذلك بالولادة في الخارج إلى أحد الوالدين الأتراك وبغض النظر عن الجنسيات الأخرى قد تكتسب عند الولادة. ولا يحصل الأطفال المولودون في تركيا على مواطنين أجانب على المطالبة بالجنسية التركية إلا إذا كان أحد الوالدين مواطنا تركيا أيضا أو كان الطفل سيصبح عديم الجنسية. ولا يؤثر اكتساب الجنسية الأجنبية (أو الاحتفاظ بها) تلقائيا على الجنسية التركية. ولا توجد في القوانين التركية أحكام تنص على أن المواطنين الذين يولدون بجنسية مزدوجة يختارون جنسية واحدة على الآخر عندما يصبحون بالغين.
وبينما تعترف الحكومة التركية بوجود جنسية مزدوجة وتسمح للمواطنين الأتراك بأن يكونوا من جنسيات أخرى فإن الحكومة التركية تقتضي أن يبلغ من يطلبون جنسية أخرى المسؤولين الأتراك المناسبين (أقرب سفارة أو قنصلية تركية في الخارج) وأن يقدموا شهادة الجنسية الأصلية وشهادة الولادة التركية ووثيقة تبين الانتهاء من الخدمة العسكرية (للذكور)و شهادة الزواج (إن وجدت) وأربع صور. ولا يجبر المواطنون المزدوجون على استخدام جواز سفر تركي للدخول إلى تركيا وتركها؛ يسمح له بالسفر بجواز سفر أجنبي ساري المفعول أو بطاقة هوية وطنية لبعض المواطنين وبطاقة الهوية الوطنية التركية.
وبما أن جميع البلدان لا تسمح بالمواطنة المزدوجة فإن الأتراك يجب عليهم أحيانا التخلي عن جنسيتهم التركية إذا كانوا يريدون أن يصبحوا مواطنين في بلد آخر. انظر القسم أعلاه حيث توجد البطاقة الزرقاء كشكل من أشكال «حق المواطنة».

## متطلبات التأشيرة للمواطنين الأتراك

البلدان والأقاليم التي لديها إدخالات بدون تأشيرة أو تأشيرة عند الوصول لحاملي جوازات السفر التركية
جمهورية تركيا
تأشيرة مجانية
التأشيرة الصادرة عند الوصول
إذن إلكتروني
تأشيرة متوفرة على حد سواء عند الوصول أو عبر الإنترنت
بطاقة السحب الالي مطلوبة

يمكن لحاملي جواز السفر التركي العادي السفر بدون الحصول على تأشيرة أو الحصول على تأشيرة دخول عند الوصول إلى 116 دول اعتبارا من 2019 وفقا لمؤشر قيود التأشيرة.
متطلبات التأشيرة للمواطنين الأتراك هي قيود الدخول الإداري من قبل سلطات الدول الأخرى الموضوعة على المواطنين في تركيا. اعتبارا من 2019 كان للمواطنين الأتراك تأشيرة دخول أو تأشيرة عند الوصول إلى 116 دولة وإقليما ويحتل جواز السفر التركي 38 من حيث حرية السفر.

## الجمهورية التركية لشمال قبرص
وتقدم تركيا أيضا نوعا خاصا من «جواز سفر الأجانب» لمواطني الجمهورية التركية لشمال قبرص لتمكينهم من السفر بحرية حيث أن هذا البلد غير معترف به عموما ولا تقبل جوازات سفر جمهورية شمال قبرص التركية كوثائق سفر صالحة في بعض الدول.
ويحق لمواطني الجمهورية التركية لشمال قبرص أن يصبحوا مواطنين من تركيا إذا رغبوا في ذلك وأن يطلبوا ذلك. وهم معافون من المعايير المذكورة أعلاه. والنقطة الوحيدة هي أنهم يولدون قبارصة أتراك أي أم قبرصية تركية أو الأب قبرصي تركي.

## روابط خارجية
- (بالتركية)